# Katalys
För tankesmedjan Katalys, se Katalys (tankesmedja)

En katalysator minskar aktiveringsenergin för en kemisk reaktion (blå kurva)

Katalys (av grekiska κατάλυσις, katálysis ”upplösning”) är den inverkan som en katalysator har på en kemisk reaktion. Begreppet valdes 1835 av Jöns Jacob Berzelius i analogi till "analys". Som "katalysator" betecknar man substanser som underlättar kemiska eller fysikaliska förändringsprocesser utan att tillföra energi till processen. Katalysatorn förbrukas inte under processen utan finns kvar oförändrad och kan fortsätta att verka, därför behövs ofta en mycket liten mängd katalysator. Katalysatorer av varjehanda slag förekommer i en mängd olika organiska och oorganiska sammanhang. Enzymer, som reglerar cellers funktioner och därmed de fundamentala livsprocesserna, är exempel på biologiskt viktiga katalysatorer.

## Klasser av katalys
Katalys delas ofta upp i heterogen och homogen katalys, beroende på om aggregationstillståndet för katalysatorn är densamma som för reaktanterna eller ej. Enzymkatalys (eller biokatalys) anses ibland vara en egen klass.

### Heterogen katalys
Med heterogen katalys menas katalys där katalysatorn befinner sig i ett annat aggregationstillstånd än reaktanterna. I heterogen katalys är katalysatorn ofta i fast form och reaktanterna i vätske- eller gasfas. Ett klassiskt exempel är en metallyta, till exempel platina, som katalysator och reaktanterna, till exempel kolmonoxid och syre, i gasfas.

### Homogen katalys
Med homogen katalys menas katalys där katalysatorn och reaktanterna är i samma aggregationstillstånd. Ofta är både katalysator och reaktanter/produkter i vätskefas.